# Fulvio Sisti
(Walter Veltroni, dallo scritto introduttivo incluso nel cd Plays & Sings di Fulvio Sisti)
Fulvio Sisti (Milano, 14 giugno 1955 – Pisa, 17 agosto 1998) è stato un sassofonista, cantante, pittore,  poeta italiano di musica jazz.

## Biografia
Originario di Milano, è scomparso poco più che quarantenne.
È stato protagonista delle notti versiliesi suonando in diversi locali molto alla moda negli anni '80 come La Bussola e La Capannina.
Allievo di Giorgio Gaslini, si è formato negli Stati Uniti accanto a grandi personalità come Chet Baker, con cui ha suonato, Johnny Hodges e Sonny Stitt, suo insegnante, specializzandosi nel sax alto.
Tornato in Italia nella seconda metà degli anni settanta, debutta incidendo con Pietro Tonolo.
Tra i musicisti con cui ha collaborato ricordiamo Enrico Rava, Luca Flores, Romano Mussolini, Andrea Colli, Massimo Urbani, Larry Nocella, e la cantante Loretta Grazzini (sua compagna nella vita).
Per alcuni anni ha suonato nel gruppo di Gaetano Liguori; ha formato poi un quartetto a suo nome, il Fulvio Sisti Quartet, con Franco Nesti (contrabbasso), Francesco Maccianti (pianoforte) e Alessandro Fabbri (batteria).
Si è dedicato anche all'insegnamento del sax alto e del sax contralto.
Come musicista raffinato  ha saputo rivitalizzare grandi classici del jazz con il suo suono melodico assieme a  grandi jazzisti, primo fra tutti Chet Baker.
Sisti è morto nel 1998 all'età di 43 anni a causa di un arresto cardiaco .
Il quotidiano La Stampa, dando la notizia della morte, così ha scritto: "la fibra forte del famoso sassofonista non ce l'ha fatta".
Il Memorial Fulvio Sisti, che si tiene in Versilia, lo ricorda annualmente.

## Discografia parziale

### CD
- Fulvio Sisti with Alessandro “Piccini Plays And Sings” – Splasc(H) Records – (2004) CD H 536.2

### Collaborazioni
- Guido Manusardi Quintet “Bridge Into The New Generation” – Splasc(H) Records – (1983) LP H 102.1
- Luca Alex Flores “Love For Sale” – Splasc(H) Records – (1993) CD H 396.2
- Francesco Maccianti Quartet “Oasy” – Splasc(H) Records – (1998) CD H 637.2